# Belcourt
Belcourt é uma Região censo-designada localizada no estado norte-americano de Dakota do Norte, no Condado de Rolette.

## Demografia
Segundo o censo norte-americano de 2000, a sua população era de 2440 habitantes.

## Geografia
De acordo com o United States Census Bureau tem uma área de
15,7 km², dos quais 15,2 km² cobertos por terra e 0,5 km² cobertos por água. Belcourt localiza-se a aproximadamente 598 m acima do nível do mar.

## Localidades na vizinhança
O diagrama seguinte representa as localidades num raio de 24 km ao redor de Belcourt.